# Comisión de Información y Publicaciones Infantiles y Juveniles
La Comisión de Información y Publicaciones Infantiles y Juveniles (CIPIJ) fue un organismo público de la censura franquista con carácter autónomo, fundado en 1962 y desaparecido en 1978. Estuvo adscrito al Consejo Nacional de Prensa, perteneciente al Ministerio de Información y Turismo. Su sede se hallaba en Avenida del Generalísimo, 39, Madrid. Su secretario general fue el Padre Jesús María Vázquez.

## Funciones
Según el decreto de su fundación (09/1962), le correspondían:
1. Informar las peticiones de autorización de nuevas publicaciones periódicas para la infancia y la juventud.
2. Informar sobre las publicaciones existentes y proponer las medidas conducentes a sus perfecta adecuación al fin a que están destinadas.
3. Informar sobre la circulación en España de las publicaciones extranjeras de este carácter.
4. Proponer las medidas necesarias para fomentar la creación de publicaciones infantiles y juveniles y estimular su mejora e información sobre la adjudicación de premios.
5. Informar y proponer cuanto estime necesario en orden a la formación especializada y perfeccionamiento de los profesionales dedicados a la dirección y confección de esta clase de publicaciones.
6. Informar sobre cuanto pueda afectar a través de los medios informativos a la infancia y a la juventud y proponer las normas e instrucciones que con referencia a ellos estime conveniente.[3]

En consecuencia, produjo más de treinta publicaciones entre catálogos e informes.

## Trayectoria
Su presentación internacional tuvo lugar en el Congreso de Expertos europeos sobre la Prensa infantil que tuvo lugar en Múnich el 23 de noviembre de ese mismo año.
A propuesta suya, se crearon los Premios Nacionales de Prensa y Literatura Infantil, que fueron entregados por primera vez el 19 de diciembre de 1963.
El 25 de junio del año siguiente, organizó en el monasterio de El Paular la "I Reunión Nacional de Editores de Prensa Infantil y Juvenil Española", que contó con una segunda edición el 20 de mayo de 1965. Durante ésta, 

se trataron, entre otros asuntos, el relacionado con las dificultades económicas de la Prensa Infantil, conveniencia de diferenciar  los formatos de ésta y aplicación de las normas de la Comisión.

Ya en su pleno de junio de ese mismo año, insistió en la conveniencia de diferenciar visiblemente la Prensa infantil y la de humor para mayores. Su "III Curso para capacitación de especialistas de Prensa infantil y juvenil" tuvo lugar en Barcelona del 2 al 27 de noviembre. Se otorgaron subvenciones a diversas publicaciones y distribuyó trescientos mil ejemplares entre los hijos de emigrantes.
Entre el 21 de diciembre de 1966 y el 5 de enero de 1967 representó a la Dirección General de Información en el IV Festival de la Infancia que se celebró en el recinto de la Feria de Muestras de Barcelona, montando para ello una pequeña biblioteca infantil. El 19 de ese mismo mes, y por el Decreto 195, firmado por Manuel Fraga Iribarne, se aprobó el Estatuto Regulador de Publicaciones Infantiles y Juveniles, por el que los tebeos empezaron a clasificarse según la edad de sus destinatarios ("jóvenes", "adultos", "todos los públicos").
La Comisión de Información y Publicaciones Infantiles y Juveniles desapareció en 1977, junto al Ministerio de Cultura y Bienestar.

## Composición
El 5 de diciembre de 1962, bajo la presidencia del Ministro de Información y Turismo, quedó constituida oficialmente con la siguiente composición:
Presidente
- Manuel Aznar y Zubigaray que podía delegar en uno de los

Vicepresidentes
- José Ignacio Escobar y Kirkpatrick
- Pedro Gómez Aparicio

(Los tres anteriores ocupaban los mismos cargos en el Consejo Nacional de Prensa) 
Vocales
- Hipólito Escolar Sobrino
- Ambrosio Pulpillo Ruiz
- Gregorio Santiago y Castiella
- Cándido Martín Álvarez
- María Nieves Sunyers
- Elisa de Lara y Osío
- Jaime Suárez Álvarez
- Carlos González Vélez Bardón
- María África Ibarra
- Isabel Niño Más
- José María Hueso Ballester
- Enrique García de la Rasilla Navarro-Revérter
- Enrique Ramos López-Lorenzo
- Jesús López Medel
- Álvaro Capella Riera
- Anselmo Romero Marín
- Ramón Lamas Lourido
- Adolfo Maillo García
- Francisco Puch
- Alberto Viñas
- Monserrat Sarto Canet
- Otros dos vocales propuestos por la Comisión Episcopal de Prensa e Información.

Secretario
- Jesús María Vázquez.[13]

El 4 de mayo de 1966, fue renovada su composición, pasando Juan Beneyto Pérez a ser su Presidente.

## Importancia y valoración
Esta Comisión vigilaba todo cómic que pudiera "llegar a caer en manos de un niño", independientemente de que estuviese dirigido a otros tramos de edad, limitando de esta forma el desarrollo de una auténtica historieta para adultos en España. Sus catálogos e informes tienen un gran valor para conocer la historia del cómic español, incluyendo su control político e ideológico.